# جوردان فري
جوردان فري (بالإنجليزية: Jordan Fry)‏ مواليد 7 يونيو 1993 في سبوكين، الولايات المتحدة، هو ممثل أمريكي بدأ مسيرته الفنية سنة 2004.

## الأعمال

### أفلام
- تشارلي ومصنع الشوكولاتة (2005)
- عائلة ربسوس (2007) (بدور: لويس)

### مسلسلات
- إي تي
- إتش بي أو

## وصلات خارجية
- جوردان فري على موقع IMDb (الإنجليزية)
- جوردان فري على موقع ألو سيني (الفرنسية)
- جوردان فري على موقع أول موفي (الإنجليزية)
- جوردان فري على موقع قاعدة بيانات الأفلام السويدية (السويدية)
- جوردان فري على موقع قاعدة بيانات الفيلم (الإنجليزية)
- جوردان فري على موقع كينوبويسك (الروسية)
- الموقع الرسمي